# Georg Baur (Politiker, 1881)
Georg Baur (* 17. Dezember 1881 in Zimnawoda, Provinz Posen; † 16. Dezember 1965 in Kettwig) war ein deutscher Politiker.

## Leben und Wirken
Baur besuchte Gymnasien in Oels und Sagan. Nach mehreren Lehrjahren im Rheinland, Hannover und Schlesien arbeitete Baur in der Landwirtschaft. Von 1900 bis 1901 war er Freiwilliger im 3. Niederschlesischen Infanterieregiment 50. Ab 1907 war Baur selbständiger Landwirt in Dittersbach im Kreis Sagan. Im selben Jahr heiratete er. 
Am Ersten Weltkrieg nahm Baur als Kompanieführer seines alten Regiments teil. 1916 wurde er bei Verdun schwer verwundet. Später im Krieg wurde er in leitenden Stellungen in den landwirtschaftlichen Abteilungen der Militärverwaltung von Litauen Oberost und Bug eingesetzt.
Nach dem Ersten Weltkrieg begann Baur sich im Landbund, einer eng mit der Deutschnationalen Volkspartei (DNVP) verbundenen Interessenvertretung zu betätigen. Bis in die späten 1920er Jahre brachte Baur es bis zum stellvertretenden Vorsitzenden der niederschlesischen Sektion des Landbundes, deren Vorsitzender der Freiherr von Richthofen war. Nach einem Streit mit dem DNVP-Vorsitzenden Alfred Hugenberg schied Baur schließlich aus dem Bündnis mit der DNVP aus. Stattdessen engagierte er sich nun in der Christlich-Nationalen Bauern und Landvolk Partei (CNBL). Bei der Reichstagswahl vom September 1930 zog Baur als Kandidat der CNBL in den Reichstag ein, in dem er bis zum Juli 1932 den Wahlkreis 8 (Liegnitz) vertrat.
1927 wurde Baur Pächter der Domäne Liebsen im Kreis Sagan und Vorsitzender des landwirtschaftlichen Kreisvereins Sagan. Außerdem wurde er Kreistagsabgeordneter des Kreises Sagan und Provinziallandtagsabgeordneter für Niederschlesien.
1934 wurde Baur verhaftet. Bis 1935 wurde er in verschiedenen Konzentrationslagern, unter anderem im Konzentrationslager Columbiahaus in Berlin, gefangengehalten. Nach seiner Haftentlassung floh er ins Ausland. In den folgenden Jahren betätigte er sich in der Landwirtschaft und im Getreidehandel in Rudnik (Jugoslawien). 1941 kehrte er nach Deutschland zurück. Nach dem 20. Juli 1944 wurde Baur im Rahmen der Aktion Gitter erneut verhaftet. 
Nach dem Zweiten Weltkrieg kam er nach Nemden, einem Ortsteil der Gemeinde Bissendorf. Bei der Bundestagswahl 1949 kandidierte er als unabhängiger Kandidat im Wahlkreis Osnabrück-Stadt und -Land. Mit 11,4 % belegte er hinter den Kandidaten von CDU (Anton Storch), SPD und Zentrum den vierten Platz und verpasste damit den Einzug in das Parlament. Von 1951 bis 1965 war er Mitglied des Verwaltungsrates der Deutschen Siedlungsbank. Außerdem war er Gründer, Präsident und Ehrenpräsident des Bauernverbandes der Vertriebenen e.V.